# Phormula
Phormula è il primo album studio degli Ephel Duath.
Pubblicato nel 2000 dall'etichetta Code666, il disco è stato successivamente ripubblicato dalla Earache con l'aggiunta di tre tracce del primo demo.

## Tracce
1. Embossed
2. The Greyness Grows Already Old
3. Danza
4. A Flickering Warmth
5. Myriad
6. Pursuing the Instinct
7. The Blow's Rhymer
8. Elapsed

## Formazione
- Giuliano Mogicato - voce, chitarra, basso, sintetizzatore
- Davide Tiso - chitarra, voce, sintetizzatore